# ليتون هيووت
لايتون هيويت هو لاعب مضرب أسترالي ولد يوم 24 فبراير 1981. فاز لايتون هيويت ببطولتي جراند سلام، سطع نجمه في عامي 2001 و 2002 وابرز انجازاته فوزه على بيت سامبراس في نهائي الفلاشينج ميدوز بطولة أمريكا المفتوحة عام 2001 ووصوله إلى التصنيف الأول عالميا في نفس العام وفوزه في بطولة ومبلدون وكان النهائي ضد اللاعب الأرجنتيني ديفيد نالبانديان كما حصل على بطولة كأس الماسترز سنتين على التوالي في عام 2001 و2002 ولكنه تراجع بشكل كبير في السنوات الأخيرة لأسباب عديدة منها كثرة الاصابات وكثرة المنافسين أمثال روجر فيدرير خضع في عام 2008 لعملية جراحية في الفخذ ويأمل ان يعود إلى الملاعب في بطولة سيدني 2009،.

## روابط خارجية
- ليتون هيووت على موقع رابطة محترفي التنس (الإنجليزية)
- ليتون هيووت على موقع الاتحاد الدولي لكرة المضرب (الإنجليزية)
- ليتون هيووت على موقع كأس ديفيز (الإنجليزية)
- ليتون هيووت على موقع قاعة مشاهير كرة المضرب الدولية (الإنجليزية)
- ليتون هيووت على موقع اتحاد التنس الأسترالي (الإنجليزية)
- ليتون هيووت على موقع بطولة ويمبلدون (الإنجليزية)
- ليتون هيووت على موقع خلاصة التنس.كوم (الإنجليزية)
- ليتون هيووت على موقع إي إس بي إن.كوم (الإنجليزية)
- ليتون هيووت على موقع اللجنة الأولمبية الدولية (الإنجليزية)
- ليتون هيووت على موقع أوليمبيديا (الإنجليزية)